# Седа Норландер
Седа Норландер (нід. Seda Noorlander; нар. 22 травня 1974) — колишня нідерландська тенісистка.
Найвищу одиночну позицію світового рейтингу — 80 місце досягла 3 грудня 1999, парну — 47 місце — 22 лютого 1999 року.
Здобула 3 одиночні та 1 парний титул.
Найвищим досягненням на турнірах Великого шолома було 3 коло в одиночному розряді.
Завершила кар'єру 2006 року.

## Фінали турнірів WTA
| Легенда      |
| ------------ |
| Великий Шлем |
| Tier I       |
| Tier II      |
| Tier III     |
| Tier IV & V  |

### Одиночний розряд: 1 (поразка)
| Результат | Дата           | Турнір                    | Покриття | Суперниця     | Рахунок       |
| --------- | -------------- | ------------------------- | -------- | ------------- | ------------- |
| Поразка   | 17 червня 2001 | Tashkent Open, Узбекистан | Тверде   | Б'янка Ламаде | 3–6, 6–2, 2–6 |

### Парний розряд: 3 (1–2)
| Результат | Ранг | Дата           | Турнір                              | Покриття | Партнерка          | Суперниці                        | Рахунок  |
| --------- | ---- | -------------- | ----------------------------------- | -------- | ------------------ | -------------------------------- | -------- |
| Поразка   | 1.   | 2 серпня 1998  | Orange Warsaw Open, Польща          | Ґрунт    | Оса Свенссон       | Квета Пешке Гелена Вілдова       | 2–6, 4–6 |
| Поразка   | 2.   | 9 січня 1999   | ASB Classic, Нова Зеландія          | Тверде   | Марлен Вайнгартнер | Сільвія Фаріна-Елія Барбара Шетт | 2–6, 6–7 |
| Перемога  | 3.   | 21 лютого 1999 | Copa Colsanitas Santander, Колумбія | Ґрунт    | Хрістіна Пападакі  | Лаура Монтальво Паола Суарес     | 6–4, 7–6 |

## Фінали ITF
| турніри $100,000 |
| турніри $75,000  |
| турніри $50,000  |
| турніри $25,000  |
| турніри $10,000  |

### Одиночний розряд: 13 (3–10)
| Результат | Ранг | Дата              | Турнір                        | Покриття   | Суперниця                 | Рахунок       |
| --------- | ---- | ----------------- | ----------------------------- | ---------- | ------------------------- | ------------- |
| Перемога  | 1.   | 13 листопада 1995 | ITF Единбург, Велика Британія | Килим (i)  | Юлія Лютрова              | 6–3, 4–6, 7–5 |
| Поразка   | 2.   | 27 липня 1997     | ITF Стамбул, Туреччина        | Тверде     | Глорія Піццікіні          | 6–0, 4–6, 6–7 |
| Поразка   | 3.   | 12 жовтня 1997    | ITF Тампіко, Мексика          | Тверде     | Хрістіна Пападакі         | 3–6, 4–6      |
| Поразка   | 4.   | 7 червня 1998     | ITF Сербітон, Велика Британія | Трава      | Амелі Кокто               | 2–6, 4–6      |
| Поразка   | 5.   | 13 вересня 1998   | ITF Мехіко                    | Тверде     | Хрістіна Пападакі         | 3–6, 1–6      |
| Поразка   | 6.   | 5 грудня 1999     | Сержі (Валь-д'Уаз), Франція   | Тверде (i) | Магдалена Малеєва         | 1–6, 4–6      |
| Поразка   | 7.   | 7 січня 2001      | Сан-Паулу, Бразилія           | Тверде     | Кларіса Фернандес         | 3–6, 1–6      |
| Перемога  | 8.   | 15 квітня 2001    | Дінан (Кот-д'Армор), Франція  | Ґрунт      | Кетеліна Крістя           | 6–4, 6–2      |
| Перемога  | 9.   | 22 липня 2001     | Сан-Жозе-дус-Кампус, Бразилія | Тверде     | Ванесса Менга             | 6–1, 6–3      |
| Поразка   | 10.  | 23 вересня 2001   | Сан-Жозе-дус-Кампус, Бразилія | Ґрунт      | Кончіта Мартінес Гранадос | 5–7, 4–6      |
| Поразка   | 11.  | 18 листопада 2001 | Гаттісбург (Міссісіпі), США   | Тверде     | Ірина Селютіна            | 2–6, 1–6      |
| Поразка   | 12.  | 3 листопада 2002  | Пуатьє, Франція               | Тверде (i) | Маріон Бартолі            | 1–6, 0–6      |
| Поразка   | 13.  | 26 січня 2003     | ITF Фуллертон, США            | Тверде     | Бетані Маттек-Сендс       | 4–6, 6–3, 4–6 |

### Парний розряд: 32 (22–10)
| Результат | Ранг | Дата              | Турнір                             | Покриття   | Партнерка            | Суперниці                                 | Рахунок        |
| --------- | ---- | ----------------- | ---------------------------------- | ---------- | -------------------- | ----------------------------------------- | -------------- |
| Перемога  | 1.   | 7 липня 1991      | ITF Бостад, Швеція                 | Ґрунт      | Сандра ван дер А     | Антонія Хомоля Карін Пташек               | 6–3, 6–4       |
| Поразка   | 2.   | 12 серпня 1991    | Ребек, Бельгія                     | Ґрунт      | Сандра ван дер А     | Катажина Теодорович Агата Верблінська     | 2–6, 7–5, 2–6  |
| Перемога  | 3.   | 9 лютого 1992     | Суонсі, Велика Британія            | Тверде (i) | Ева Гаслінґейс       | Зузанна Лохер Елісон Сміт                 | 6–3, 4–6, 6–4  |
| Перемога  | 4.   | 13 червня 1993    | Ашкелон, Ізраїль                   | Тверде     | Сандра ван дер А     | Яел Сегал Петра Торен                     | 6–4, 6–4       |
| Перемога  | 5.   | 27 лютого 1994    | Рокафорт (Валенсія), Іспанія       | Тверде (i) | Ганнеке Кетеларс     | Гала Леон Гарсія Ханет Соуто              | 6–4, 6–4       |
| Перемога  | 6.   | 24 липня 1994     | Реда-Віденбрюк, Німеччина          | Ґрунт      | Аннемарі Міккерс     | Кірстін Фрає Ангела Керек                 | 6–3, 6–2       |
| Перемога  | 7.   | 5 лютого 1995     | Кобург (місто), Німеччина          | Тверде (i) | Марлен Вайнгартнер   | Магдалена Фейстель Гелена Вілдова         | 6–2, 6–7, 6–2  |
| Перемога  | 8.   | 20 лютого 1995    | Ньюкасл-апон-Тайн, Велика Британія | Килим (i)  | Хрістіна Пападакі    | Сандра Клейнова Людмила Вармужова         | 7–6(3), 6–3    |
| Поразка   | 9.   | 27 лютого 1995    | Саутгемптон, Велика Британія       | Килим (i)  | Хрістіна Пападакі    | Домінік Монамі Андреа Темешварі           | 4–6, 2–6       |
| Перемога  | 10.  | 21 травня 1995    | Бордо, Франція                     | Ґрунт      | Гелена Вілдова       | Еріка Делоун Ніколь Пратт                 | 6–3, 6–1       |
| Поразка   | 11.  | 17 червня 1995    | Гечо, Іспанія                      | Ґрунт      | Майке Каутстал       | Магдалена Гжибовська Марія Фернанда Ланда | 2–6, 4–6       |
| Перемога  | 12.  | 29 жовтня 1995    | Пуатьє, Франція                    | Тверде (i) | Кірстін Фрає         | Кім де Вейлле Наталі Тейссен              | 6–4, 6–4       |
| Перемога  | 13.  | 26 травня 1996    | Новий Сад, Югославія               | Ґрунт      | Гелена Вілдова       | Міріам Д'Агостіні Ларісса Шерер           | 4–6, 6–1, 6–1  |
| Поразка   | 14.  | 7 липня 1996      | ITF Штутгарт, Німеччина            | Ґрунт      | Аманда Гопманс       | Ленка Ценкова Адріана Герші               | 6–2, 3–6, ret. |
| Перемога  | 15.  | 10 листопада 1996 | Ramat Hasharon, Ізраїль            | Тверде     | Кірстін Фрає         | Анікве Снейдерс Нелле ван Лоттум          | 6–2, 7–5       |
| Перемога  | 16.  | 23 лютого 1997    | Богота, Колумбія                   | Ґрунт      | Хрістіна Пападакі    | Лаура Монтальво Мерседес Пас              | 7–6, 4–6, 7–5  |
| Перемога  | 17.  | 6 липня 1997      | ITF Штутгарт, Німеччина            | Ґрунт      | Вірупама Вайдянатан  | Марія Фернанда Ланда Марлен Вайнгартнер   | 6–3, 6–1       |
| Поразка   | 18.  | 13 липня 1997     | Пухгайм, Німеччина                 | Ґрунт      | Марія Фернанда Ланда | Кірстін Фрає Нелле ван Лоттум             | 1–6, 2–6       |
| Поразка   | 19.  | 2 листопада 1997  | Единбург, Велика Британія          | Тверде (i) | Аманда Гопманс       | Жулі Пуллен Лорна Вудрофф                 | 3–6, 1–6       |
| Поразка   | 20.  | 8 березня 1998    | Рокфорд, США                       | Тверде (i) | Ніно Луарсабішвілі   | Суріна Де Беер Ліндсей Лі-Вотерс          | 2–6, 4–6       |
| Перемога  | 21.  | 12 вересня 1998   | ITF Мехіко                         | Тверде     | Хрістіна Пападакі    | Селесте Контін Джессіка Фернандес         | 6–3, 6–1       |
| Перемога  | 22.  | 4 жовтня 1998     | ITF Каракас, Венесуела             | Тверде     | Марія Фернанда Ланда | Нанні де Вільєрс Жанетта Гусарова         | 6–4, 5–7, 7–6  |
| Перемога  | 23.  | 18 жовтня 1998    | ITF Сан-Паулу, Бразилія            | Ґрунт      | Хрістіна Пападакі    | Аліче Канепа Антонелла Серра-Дзанетті     | 6–3, 6–7, 7–6  |
| Перемога  | 24.  | 22 листопада 1998 | ITF Буенос-Айрес, Аргентина        | Ґрунт      | Катарина Среботнік   | Ева Бес Марія Фернанда Ланда              | 7–6(5), 6–3    |
| Поразка   | 25.  | 22 серпня 1999    | ITF Бронкс, США                    | Тверде     | Патріція Вартуш      | Суріна Де Беер Нана Міяґі                 | 6–3, 0–6, 3–6  |
| Перемога  | 26.  | 30 вересня 2000   | ITF Санта-Клара, США               | Тверде     | Кірстін Фрає         | Дон Бут Петра Рампре                      | 6–1, 6–4       |
| Поразка   | 27.  | 12 листопада 2000 | ITF Піттсбург, США                 | Тверде (i) | Кірстін Фрає         | Нірупама Санджив Міягі Нана               | 7–5, 4–6, 0–6  |
| Перемога  | 28.  | 8 квітня 2001     | ITF Дубай, ОАЕ                     | Тверде     | Лоранс Куртуа        | Каролін Денін Каталін Мароші              | 6–3, 6–0       |
| Перемога  | 29.  | 7 квітня 2002     | ITF Дубай, ОАЕ                     | Тверде     | Кірстін Фрає         | Бахія Мухтассен Анжелік Віджайя           | 6–2, 6–4       |
| Перемога  | 30.  | 2 лютого 2003     | ITF Рокфорд, США                   | Тверде (i) | Деббі Гак            | Міхаела Паштікова Валентіна Сассі         | 7–5, 6–4       |
| Перемога  | 31.  | 2 квітня 2005     | ITF Поса-Ріка, Мексика             | Тверде     | Мара Сантанджело     | Даніела Клеменшиц Сандра Клеменшиц        | 6–2, 4–6, 6–3  |
| Поразка   | 32.  | 10 вересня 2005   | ITF Мадрид, Іспанія                | Тверде     | Келлі Лігган         | Андрея Клепач Ніка Ожегович               | 3–6, 3–6       |